# Guinidilda d'Empúries
Guinidilda d'Empúries també coneguda com a Guinedilda, Guinedell, Guidenella o Gunilda (? - Cabanes, 900) casada amb Guifré el Pilós, comte de Barcelona, l'any 877.

## Biografia
Possible filla de Borrell I de Cerdanya i per tant, cosina segona del seu marit Guifré, Guinedilda pertany a l'època en què el poder es compartia amb tota la parentela, germans, oncles, cosins, fills i nebots estan al seu costat quan cal prendre decisions o fer lleves de tropes. Aquest ampli reagrupament familiar que aplega fins a tres generacions que s'estén i es desplaça incessantment pels comtats que controlen afermen la seva empremta sobre el territori que serà més endavant Catalunya. Ens trobem davant una estructura igualitària: el poder s'exerceix de manera col·lectiva i el patrimoni es posseeix en indivís. En aquest moment les dones són escoltades, per mitjà de les quals es lliguen aliances prestigioses i es consolida el poder dins el mateix clan.
És el cas de Guinidilda, associada al poder des del primer moment del seu matrimoni, i que als documents apareix com a comtessa, mai com a consort. Apareix subscrivint tots els documents emesos pel seu marit Guifré, en paraules de l'historiador Pròsper de Bofarull, 
«...desde la primera hasta la última escritura que otorgó el Velloso poco antes de su muerte, no se encuentra una sola que no suscriba siempre Dª Windilda.» 
Juntament amb el seu marit, va fundar els monestirs de Ripoll i de Sant Joan de les Abadesses els quals va lliurar als seus fills Radulf i Emma, respectivament, com a oblats, qui esdevingueren amb el temps abat i abadessa de llurs monestirs.
Guinedilda, com les altres dones associades al poder per matrimoni en aquesta època, posseïa una considerable fortuna, en terres i rendes, a la mort del seu marit vers l'any 897. Aquesta situació i els lligams dins el clan familiar li permeté, un cop vídua, exercir una gran autoritat i un poder considerable. No sabem del cert la data de la seva mort però en tot cas hauria d'haver-se produït abans del 18 de febrer de 900, data en la qual tenim un document de la seva filla Emma en què es refereix a la seva mare com ja difunta.

## Descendència
Guinidilda es va casar amb Guifré el Pilós, amb qui tingué els fills següents:
- Guifré II Borrell de Barcelona (874-911), comte de Barcelona.[5]
- Miró II de Cerdanya (878-927), comte de Cerdanya i Besalú.[5]
- Emma de Barcelona (880-942), abadessa del monestir de Sant Joan de les Abadesses.[5]
- Sunifred II d'Urgell (880?-948), comte d'Urgell.
- Radulf de Barcelona (885-940/942), bisbe d'Urgell i abat de Ripoll.[5]
- Sunyer I de Barcelona (890-951), comte de Barcelona.[5]
- Ermessenda de Barcelona (?-925).[5]
- Cixilona de Barcelona (o Xixilona o Quíxol) (?-945), abadessa del monestir de Santa Maria del Camí fundat per la seva germana Emma el 921.[5]
- Riquilda de Barcelona.[5]
- Guinidilda de Barcelona (?-923) casada amb Ramon II de Tolosa.

## En Gegants
Des de 1945, Guinidilda d'Empúries és la geganta de Ripoll, es diu Guinedell i representa la muller de Guifré el Pilós que també té la seva representació com a gegant de Ripoll.